# 真觉寺
39°56′42″N 116°19′49″E / 39.944916°N 116.33035°E

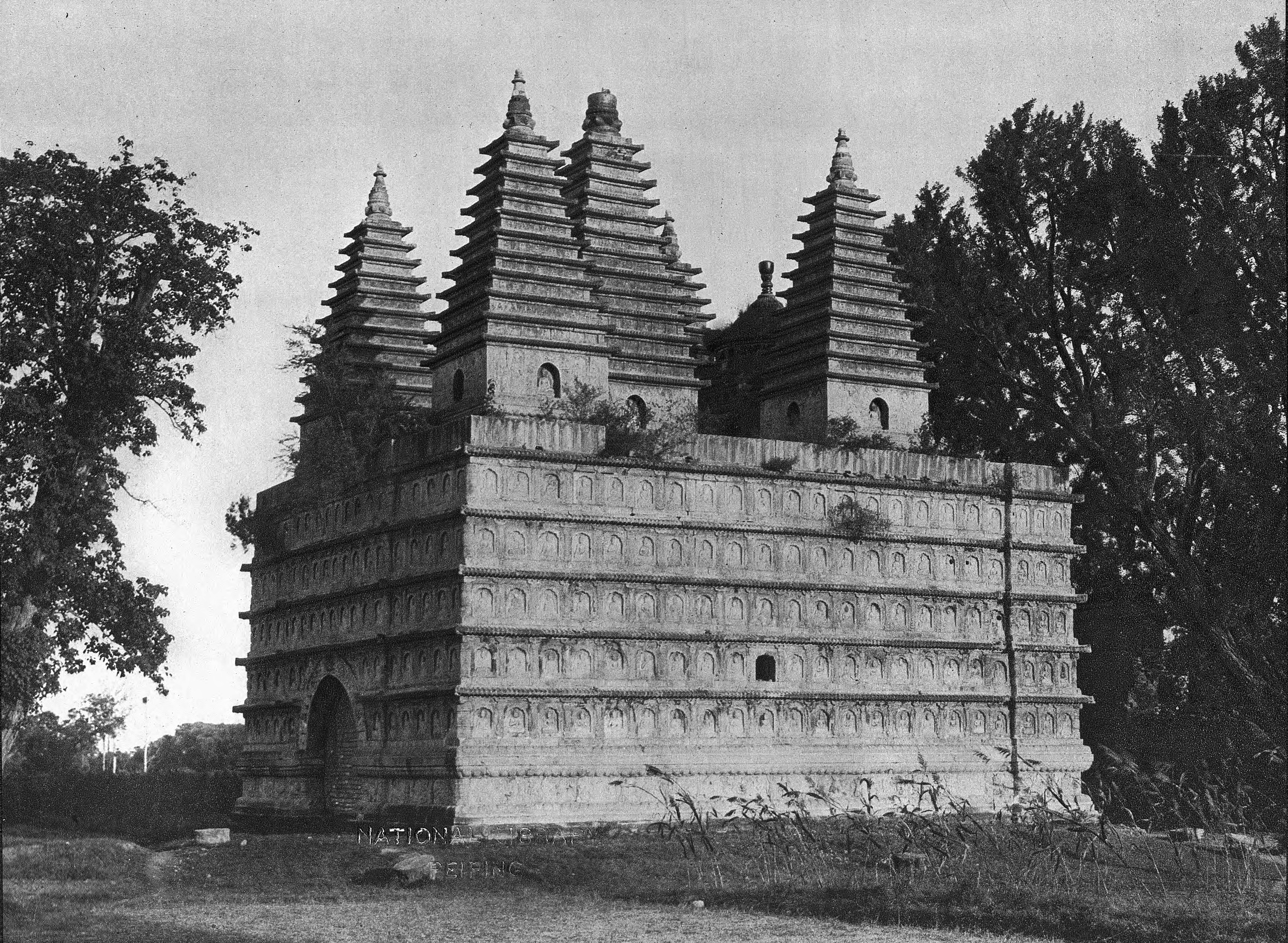
在1922年到1927年之间的真觉寺金刚宝座

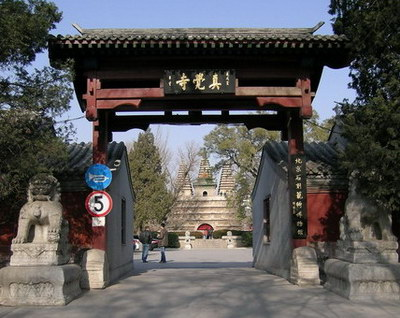
真觉寺（现北京石刻博物馆）

真觉寺又稱五塔寺，位于北京市海淀区白石桥东侧的高粱河（长河）北岸。以其金剛寶座塔聞名，是中国最早的金刚宝座塔。现在真覺寺被辟為北京石刻藝術博物館，为北京市文物局直属单位。

## 历史
真觉寺位于元代大护国仁王寺的中央部分。大护国人王寺的规模十分宏大，是元至元七年（1270年）为八思巴帝师所建。至元十七年（1280年）八思巴逝世后，在护国仁王寺内“建大窣堵坡”，收藏他的真身舍利。现在基部石台座四周还保存着中统三年（1262年）八思巴致忽必烈皇帝的藏文新年祝辞（《吉祥海祝辞》）的雕刻。元初时此塔可能称为“庆安塔”，据研究，当时基座上是一座大型的覆钵式塔。元末大护国仁王寺的建筑及塔因战乱废毁。
关于真觉寺兴建的缘起,文献中没有明确而详尽的记载，比较通用的说法是，明永乐年间，尼泊尔高僧室利沙（也称为板的达,五明板的达，哈里麻，葛哩麻）来到北京，向明成祖进献了五尊金佛像和菩提伽耶大塔的图纸，明成祖赐建真觉寺，并下诏为金佛建塔，成化九年（1473年）十一月建成。金刚宝座塔是依据西域来的印度僧人室利沙的图纸修建的。至于此塔是为室利沙修建还是仅仅为了压过前朝的王气一直存有争议。
清朝時，乾隆十六年（1751年），乾隆第一次重修真觉寺，重修后为避雍正帝胤禛之諱，改名為“正觉寺”。乾隆二十六年（1761年）重修改名大正觉寺。清末，真觉寺的建筑毁于一场大火，只有金刚宝座塔保留下来。
关于真覺寺寺院被毁有很多种说法，一种说法是於1860年被英法聯軍燒毀，只剩下明成化九年建造的金剛寶座塔，还有认为在此期间受到义和团事件的波及而寺院毁坏。另一种说法是真觉寺在1920年代保留着原来的建筑。1927年北洋政府的蒙藏院以2500元将寺院卖给了一个黄姓商人，这人将所有殿堂拆毁当木材卖掉，使四百多年的皇家寺院毁于一旦，只留下金刚宝座塔。
1961年，真觉寺被列入是中华人民共和国国务院批准的全国重点文物保护单位。后曾被北京动物园占用，至1980年代腾退。目前真覺寺辟為北京石刻藝術博物館，收藏着北京城郊现存的石刻艺术品。2003年4月北京天则经济研究所迁入真觉寺院内，2005年3月迁出。

## 金刚宝座塔
金刚宝座塔内部砖砌，外部包有汉白玉，周身布满精美的雕刻。由于石里的铁被氧化而呈现出淡淡的橙黄色。金刚宝座塔分宝座和五塔及罩亭两部分，底下是金刚宝座，宝座呈金字塔形，高7.7米，平面呈长方形，南北长18.6米，东西宽15.73米，在宝座南北各开一拱券门，南门上有“敕建金刚宝座塔”的匾额。塔座内有回廊，并在东西各有一石梯通向宝座顶。
宝座顶上有五座方塔和在中塔的正南的琉璃罩亭。五座方塔形式一样，都是密檐式方塔，正中的一座高十三层，四角每座高十一层。方塔底下有须弥座，上面是十一层或十三层密檐，顶上的塔刹是一小型覆钵式塔，中间大塔的塔刹的材质为铜制，其他四座的为石质。在须弥座上雕刻有各种精美的图案，如狮子，白象等
与别的塔不同的是，中间大塔须弥座束腰部分的南面，在正中位置刻有一双凸雕佛足，足心向外，下面托以盛开的莲花，两旁刻有佛门八宝。这种凸雕佛足在北京寺院中仅此一处，其他地方的佛足均为凹刻；塔的第一层的四面都有拱门洞形式的佛龛，佛龛两侧刻有菩提树等，拱门上刻有大鹏金翅鸟；上面每一层都刻仰莲，覆莲，和佛像，佛像的手印都不相同。
玻璃罩亭是砖筑仿木结构的建筑，城方形，亭子有两层檐，上为圆攒尖顶，下为方攒尖顶，通往宝座顶的石梯的出口就在里面，罩亭顶上有一蟠龙藻井，这是皇家寺院的标志。

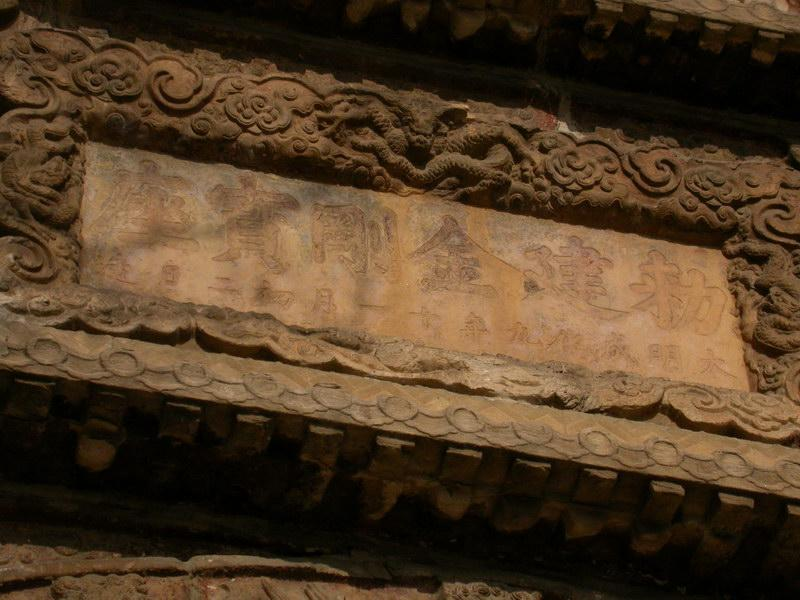
“敕建金刚宝座塔”匾额
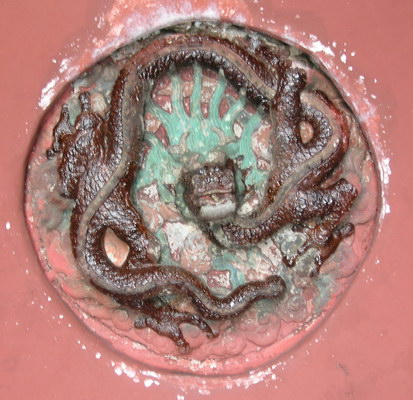
蟠龙藻井
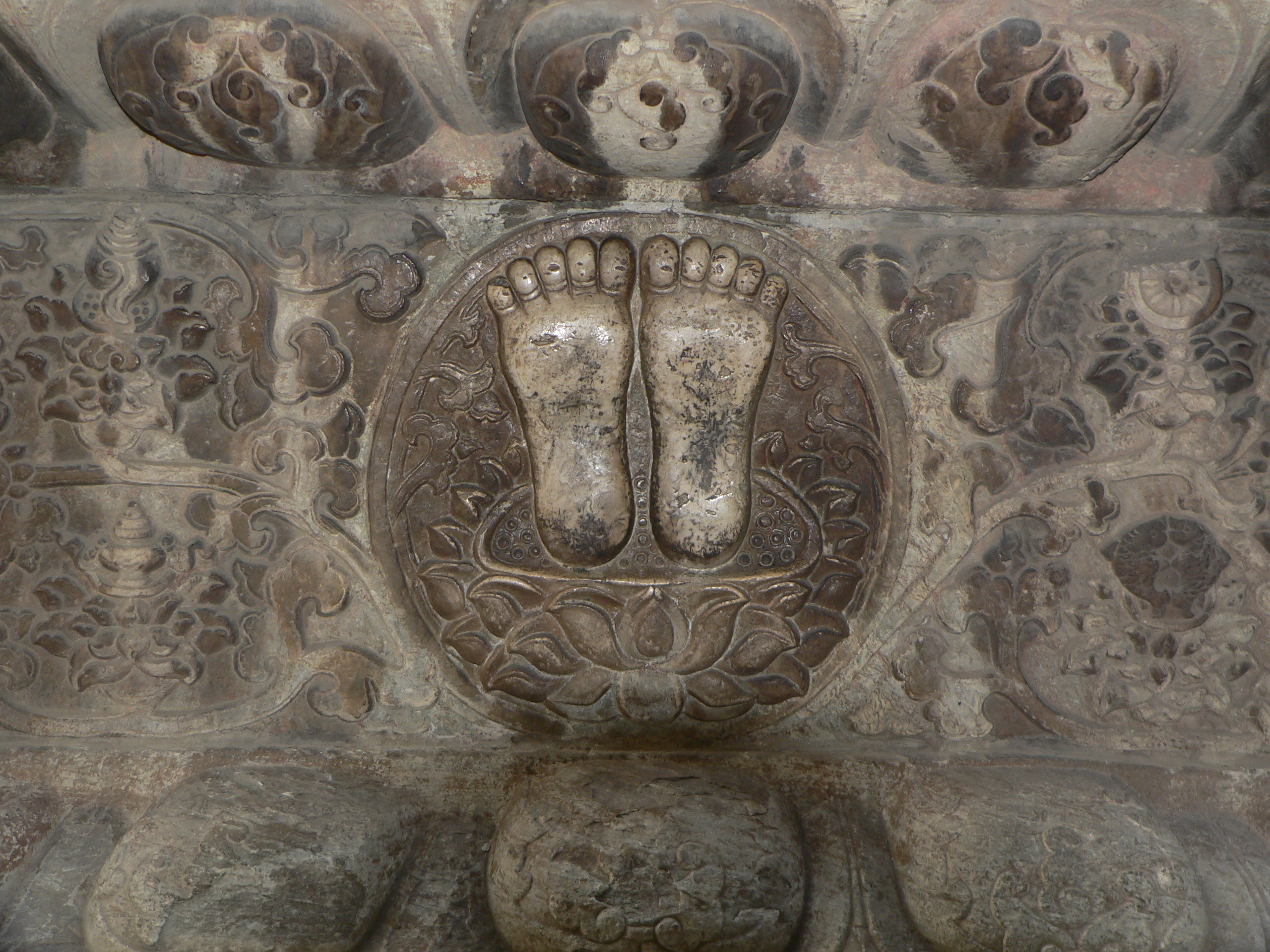
佛足
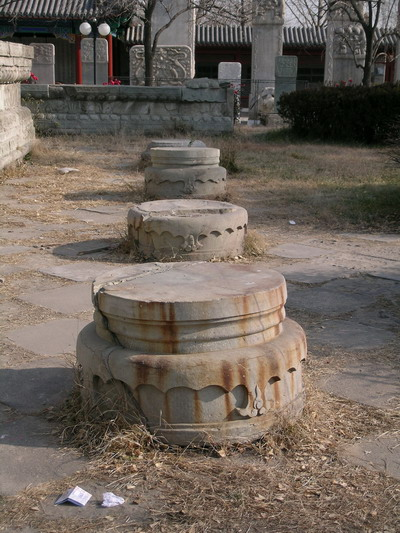
大雄宝殿前残存的石台

在塔建成后，为保护这座金刚宝座塔，塔的表面的石料全部用“血料”保护起来。据说“血料”是用猪血和上腻子和面粉加糯米汁调匀，再刷于塔身上，多次贴麻布刷大漆后完成。现依然可在雕刻的凹陷处见暗红色的痕迹。
塔前的两株银杏树一雌一雄，树龄逾300年，需三人合抱，堪称真觉寺一宝。
早年间，京西百姓常在重阳节登塔远眺以应时令。